# Selborne
Selborne est une paroisse civile et un village du Hampshire, en Angleterre.